# Magma

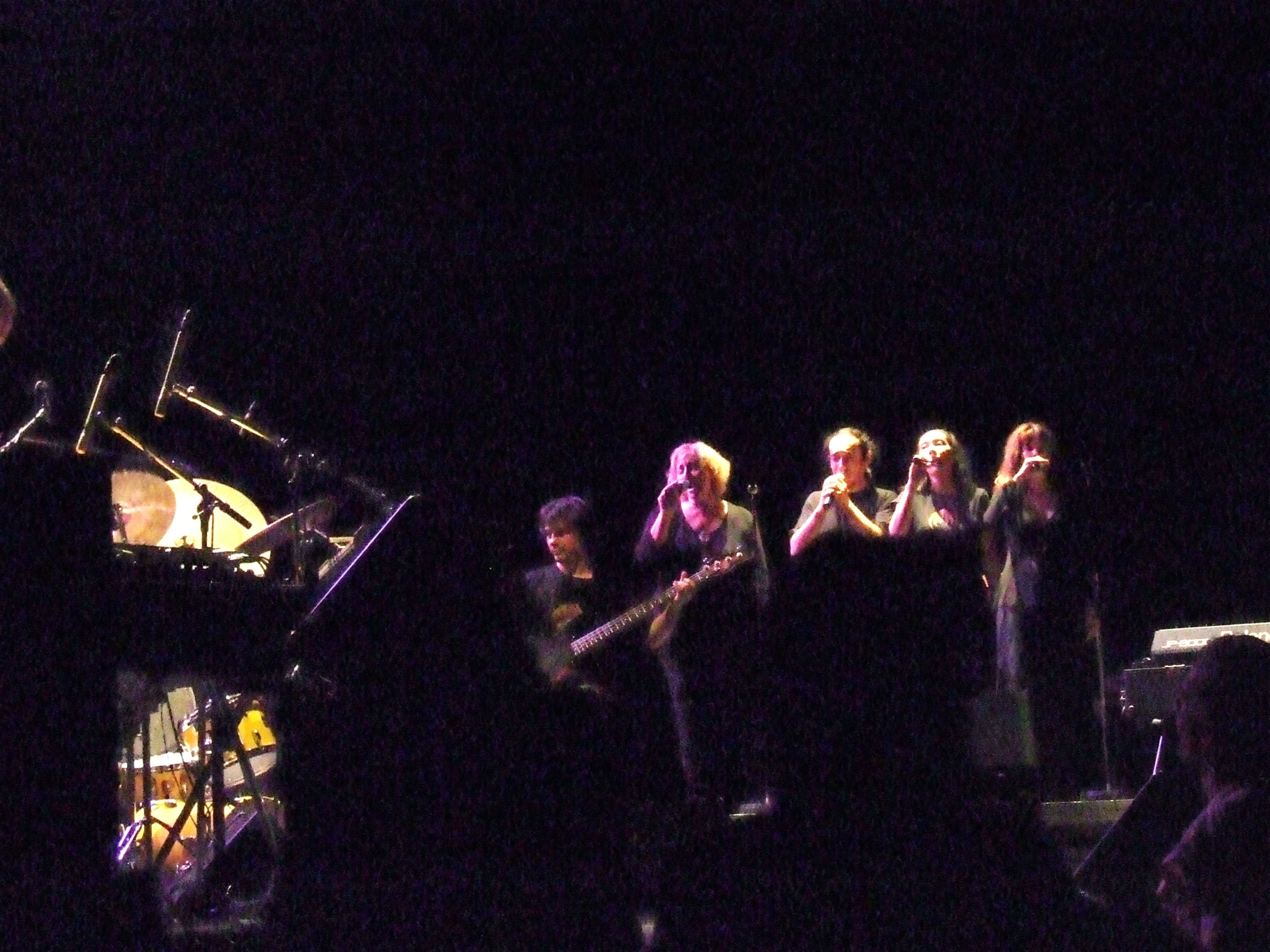
Фото з концерту у Стразбурзі

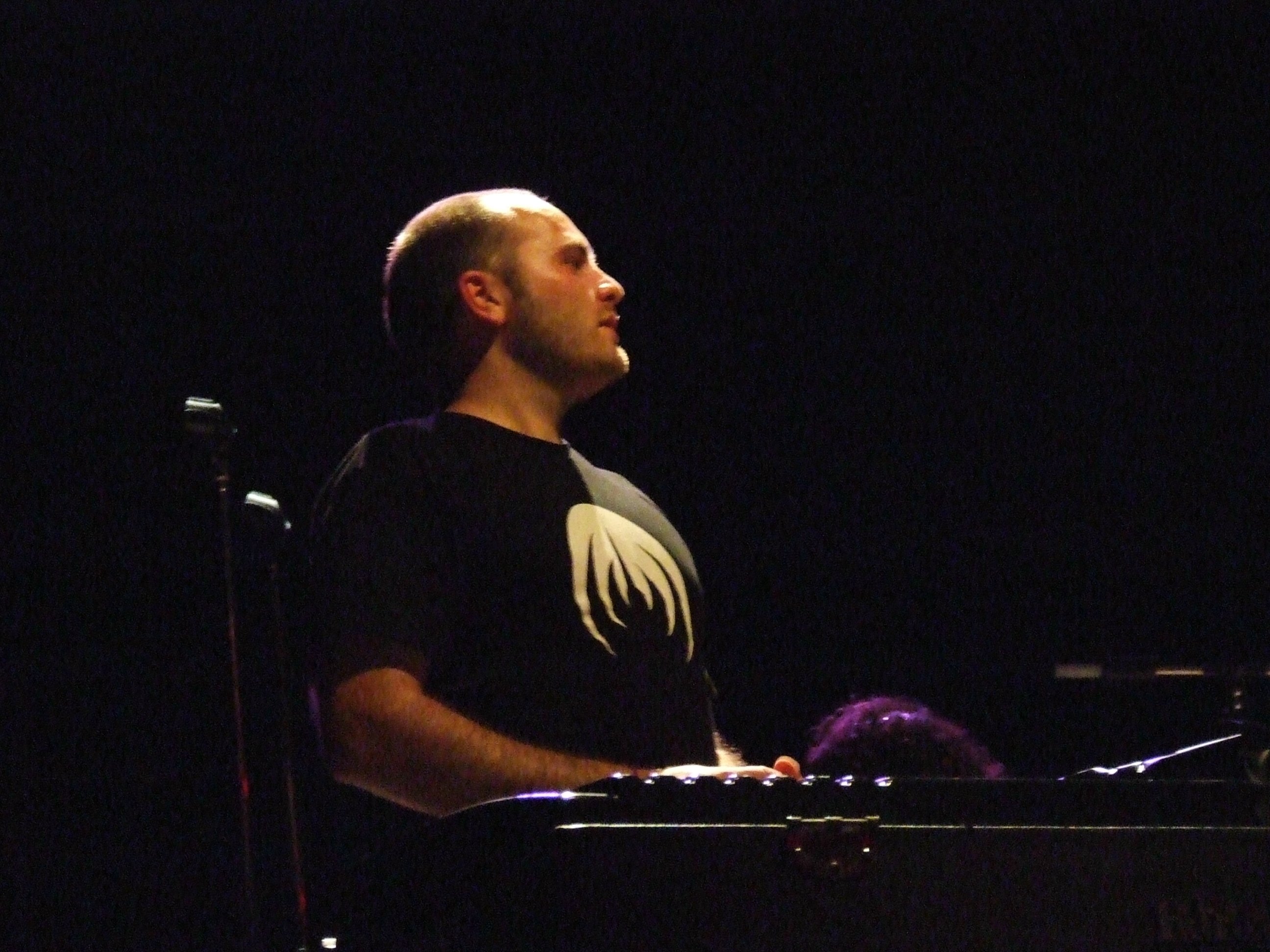
Фото з концерту у Стразбурзі

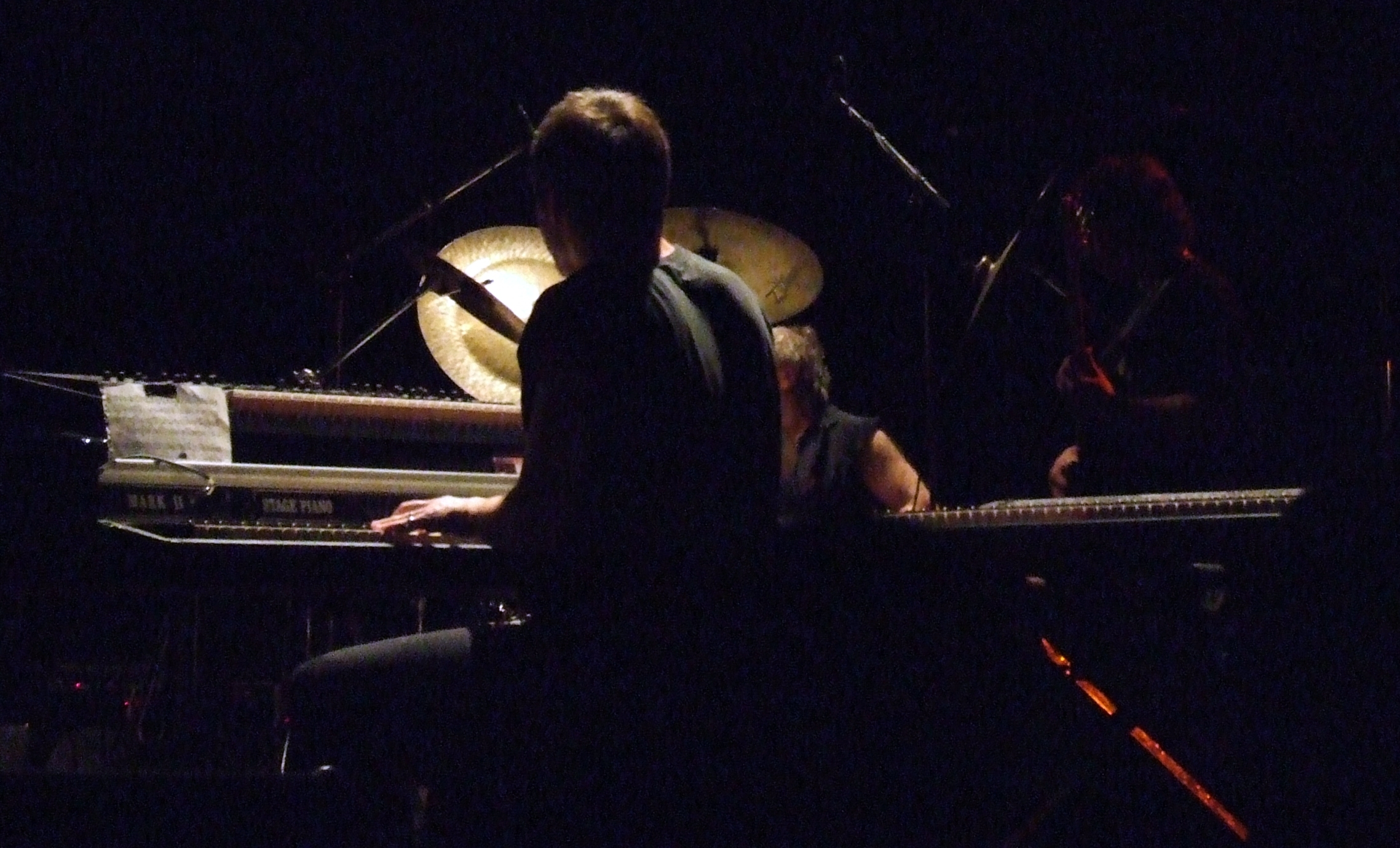
Фото з концерту у Стразбурзі

Magma — французький рок-гурт напрямку прогресивний рок, утворений барабанщиком із класичною музичною освітою Крістіаном Вандером (фр. Christian Vander) у Парижі в 1969 році. До складу гурту також увійшли: дружина Крістіана — Стелла (Stella) — вокал; Клаус Бласкіз (Klaus Blasquiz) — вокал, Франсіс Моз (Francis Moze) — бас та Дженнік Топ (Jannick Тор)— бас. Магма сформувала музичний стиль окреслений, як Zeuhl. Базує він на ритмічній секції і специфічних гармоніях (а інші представники цієї категорії цього Univers Zero, Art Zoyd).
Більшість альбомів колективу має концептуальний характер і розвивають єдину лінію. На першому альбомі розпочинається історія групи осіб, які тікають з потопленої у хаосі Землі. Поселяються на планеті Кобая (Kobaïa). Хочуть там заснувати нове, ідеальне суспільство. Однак це призводить до конфлікту з мешканцями планети.
Засновник гурту Крістіан Вандер — син джазового піаніста — отримав класичну освіту, а свою майстерність відшліфував у різних джазових та ритм-енд-блюзових гуртах. Справді вражений духовними та екологічними проблемами, Вандер утворює гурт, щоб з його допомогою виконувати довгі ораторії, розповідаючи про неспокій, що був пов'язаний із занепадом нашої планети. Дебютувавши 1970 року подвійним альбомом «Magma», на якому Вандер запропонував історію про мешканців вигаданої планети Кобаян, що змагалися із землянами (і яка була написана також на вигаданій кобаянській мові), автор запланував продовжити цей опус ще на десятьох лонгплеях. Однак після появи 1974 року грандіозного, за участю хору, альбому «Mekanik Destructiw Kommandoh», де «рідною» кобаянською мовою описувалась така непридатна для життя планета Земля, що її мешканці повинні були рятуватися втечею на сусідню планету, ці задуми швидко втратили свою оригінальність. А незабаром, відбувши у невелике турне Америкою та Британією, Magma продовжила свою діяльність виключно у Франції.
Крім Крістіана Вандера, Стелли та Клауса Бласкіза, у найактивніший період до складу гурту входили: Габріель Федероу (Gabriel Federow) — гітара; Дідер Локвуд (Didier Lockwood), 11.02.1956, Калаіс, Франція — скрипка; Жан-Поль Асселін (Jean-Paul Asseline) — клавішні; Беноа Відеманн (Benoit Widemann) — клавішні та Бернард Паганотті (Bernard Paganotti) — бас. Влітку 1975 року гурт перебрався з фірми «А&М» до «Utopia» і на кількох платівках за ударними з'являвся шеф «Utopia» Джорджіо Гомелскі. Після комерційної поразки альбомів «Udu Wadu» та «Inedits» Magma припинила свою діяльність, однак творчі задуми Magma продовжили такі гурти як Art Zoyd, Univers Zero, Ensemble Nimbus, Happy Family та Ruins.
На всіх альбомах Magma найголовнішим було загальне звучання, хоч це не був матеріал, який породжував хіт-сингли. У музиці та текстах на деяких роботах можна було знайти характерні лейтмотиви а ля Mothers Of Invention, однак почуття гумору учасників Magma рішуче відрізнялося від дотепності їх американських колег.
1986 року Крістіан Вандер знову з'явився на музичній сцені разом з акустичним проектом Offering, а трохи пізніше вік перейшов до сміливіших задумів, коли разом з Les Voix de Magma намагався відродити свої старі творчі матеріали для нового покоління слухачів.

## Дискографія
Студійні альбоми:
- Kobaïa (1970)
- 1001° Centigrades (1971)
- The Unnamables (1972, как Univeria Zekt)
- Mekanïk Kommandöh (1973)
- Mekanïk Destruktïw Kommandöh (1973)
- Wurdah Ïtah (1974)
- Köhntarkösz (1974)
- Üdü Wüdü (1976)
- Attahk (1978)
- Merci (1984)
- K.A. (Kohntarkosz Anteria) (2004)
- Ëmëhntëhtt-Ré (2009)
- Félicité Thösz (2012)
- Rïah Sahïltaahk (2014)
- Šlaǧ Tanƶ (2015)
- Zëss (2019)
- Kartëhl (2022)